# Tom Lanoye
Tom Lanoye (pronúncia «Lanuà») és un escriptor de novel·les i teatre, poeta, crític belga que escriu en neerlandès. Va néixer com fill d'un carnisser a la ciutat de Sint-Niklaas (Bèlgica) el 27 d'agost del 1958, el que va inspirar la seva primera obra, un recull de narracions semiautobiogràfiques, el títol del qual traduït seria «un fil de carnisser amb petites ulleres». La seva obra amb molts elements tragicòmics si no burlescs és caracteritzat per un estil molt gràfic i acolorit, al qual accepta, sobretot als diàlegs, les variants dialectals del neerlandès.
Descriu amb ironia corrosiva la societat flamenca i les seves peculiartitats i típica suficiència. És un adepte d'una línia de narració clara sense massa experiments lingüistics. Alterna la seva activitat d'escriptor amb xous i monòlegs escènics molt populars, on tracta els temes dels seus llibres amb molt d'èxit. La seva novel·la autobiogràfica Kartonnen dozen (Caixes de cartró) el 2012 va tenir la 23a reedició, fet rar en la literatura neerlandesa. Amb Kristien Hemmerechts i Herman Brusselmans fa part d'un grup d'autors «nous» que va emergir als anys 1980, prou diversos d'estil i temàtica, que no es pot parlar de generació, si no fos pel punt comú d'un retorn a la narrativa amb un cert realisme dins la ficció amb molta autoironia, relativisme, satira i un factor d'enterteniment. Escriptors que continuen tot innovant la tradició de Louis Paul Boon i Hugo Claus.

## Obres destacades
Novel·les
- Een slagerszoon met een brilletje (1985)
- Kartonnen dozen (1991)
- Het goddelijke monster

Teatre
- Mama Medea, que ha tingut versió catalana traduït per Ferran Bach, realitzat per Magda Puyo i la Cia del Teatre Romea.[4][5]
- Mefisto for ever, una revisió teatral de la novel·la de Klaus Mann, realitzada al Teatre Lliure de Barcelona, amb direcció de Guy Cassiers el 2008[6]